# Club Esportiu Júpiter
Club Esportiu Júpiter é um clube de futebol fundado em 1909 no bairro de Sant Martí de Provençals, em Barcelona, na Espanha.

## História
O CE Jupiter foi fundado em 12 de maio de 1909 na cervejaria Cebrián, em Poblenou, nas instalações atualmente ocupadas pela horchatería Tio Che. Os fundadores foram dois ingleses que então trabalharam no Poble Nou (dirigido por David Mauchan), através da fusão de dois times amadores do bairro, o Anglo-Español e o Stadium Nacional. O nome do clube foi escolhido em um concurso de balões que aconteceu naquela tarde na Platja de la Mar Bella. Em 1912, ingressou na Federação Catalã. Suas primeiras cores foram o azul-celeste e o branco, depois verde e finalmente o cinza-marrom atual.

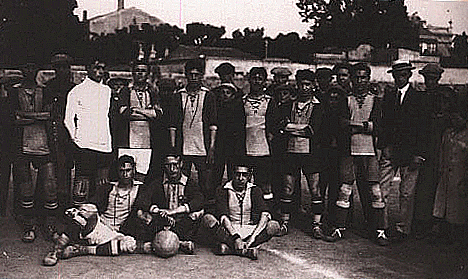
time de 1916

Em 1917, o Júpiter foi proclamado campeão do Barcelona na Segunda Categoria e em 1925 foi campeão da Catalunha e da Espanha no Grupo B, equivalente à atual Segunda División B. Em 1929, o Júpiter foi proclamado campeão da Catalunha na segunda categoria preferida.
Os melhores anos de Júpiter foram na década de 1930, quando chegaram a 2.000 membros e competiu com Barça e Español na arena catalã. Desde sua criação, Júpiter foi acompanhado de conotações políticas e seu escudo quadribarrado e estrelado foi banido no ano 1924 por Primo de Rivera. No ano seguinte, o clube visitou o Barça em uma partida em que as atividades do Les Corts foram encerradas devido ao assobio do hino espanhol.
Em 1939, no final da Guerra Civil, o escudo de CE Júpiter foi proibido novamente e foi forçado a mudar seu nome para C.D. Hércules, e as cores cinza e escarlate para verde e branco. Em 1940, o nome original é restaurado, mas não o brasão. Em 1948, o clube inaugurou o campo La Verneda, na "Carrer Agricultura" no bairro Sant Martí de Provençals, onde ainda joga. No ano 1959, com a comemoração das bodas de ouro do clube, a equipe recupera as tradicionais cores cinza e marrom. Não foi até a assembleia do ano 1989 que os membros concordaram por maioria em devolver o escudo original ao clube.
Na temporada 2007-2008, eles caíram para a 1º territorial. Em três temporadas, o clube sofreu mais 2 rebaixamentos.
Em maio de 2009, começaram os eventos do centenário do clube.
Em 18 de março de 2010, recebeu a Medalha de Ouro de Mérito Desportivo da cidade de Barcelona.
Em 16 de maio de 2010, o C.E. Júpiter foi proclamado campeão do grupo II da 1ª Regional e promovido a Regional Preferido para a campanha 2010/2011.
Em 29 de maio de 2011, depois de terminar na segunda posição do grupo II do Preferred Territorial, o C.E. Jupiter foi promovido ao 1º catalão, categoria em que disputaria a temporada 2011/2012. Desta forma, duas promoções consecutivas foram encadeadas, um marco histórico para o clube do bairro Poblenou/Sant Martí.
Na temporada seguinte, 2011/2012, o Júpiter foi promovido através do play-off de promoção ao Grupo V da Terceira Divisão da Espanha, três promoções consecutivas que entraram na história do Júpiter. Na temporada 2012/2013, não conseguiu manter a categoria fazendo uma grande segunda rodada, e voltou à Primeira Catalã novamente depois de terminar em posições de rebaixamento.

## Futebol feminino
A equipe feminina do C.E. Júpiter foi criada em 2009, coincidindo com o ano do centenário. Na temporada 2009-2010, ele subiu da segunda para a Primeira Catalã. Após o sucesso da promoção da equipa à Primeira Catalã no primeiro ano, a temporada 2014/15 foi promovida à Preferred.

## Títulos
- 1 Segunda Categoria Barcelona Campeonato (1917).
- 5 Segunda Categoria Campeonato da Catalunha (1916-17, 1924-25, 1927-28, 1928-29, 1936-37).
- Campeonato Espanhol de 1ª Categoria (equivalente à atual 2ª divisão da Liga) (1925).
- 5 Torneio Histórico de Futebol da Catalunha (1985, 1988, 1989, 1995 e 2000).
- 3 Campeonatos da Liga Regional (atual Primeiro Catalão) (1965, 1970 e 2015).
- Finalista da Copa del Rey de Juvenil de Fútbol (1966).
- 1 Primeiro Campeonato da Liga Territorial (2010).

### Troféus Amigáveis 
- 4 Torneio Vila de Sant Martí (2007, 2009, 2013 e 2014)
- 4 Troféu Cidade de Santa Coloma: (4) 1972, 1973, 1976, 1982
- 1 Troféu Gaspar Matas: (1) 1981

### Número de temporadas nas diferentes categorias em que jogou
- 2 temporadas na Segunda Divisão. (1934-35 e 1935-36)
- 1 temporada na Segunda Divisão B. (1987-88)
- 47 temporadas na Tercera División.
- 20 temporadas na Primeira Catalã
- 3 temporadas em Territorial Preferencial.
- 2 temporadas no Primeiro Território.